# Стремяков, Михаил Петрович
Михаил Петрович Стремяков (16 (27) октября 1903, Санкт-Петербург — 27 октября 1950, Свердловск) — организатор первого пионерского отряда в СССР, первый редактор журнала «Барабан» и основатель газеты «Пионерская правда».

## Биография
Переехал с родителями из Петрограда в Москву в 1919 году. Вступил в ЮК-скауты (ЮКи), то есть «юные коммунисты-скауты», позже стал скаутмастером.
13 февраля 1922 года Стремяков организовал в фабзавуче при бывшей типографии Машистова на Красной Пресне отряд, который стал последним скаутским и одновременно первым пионерским отрядом. При типографии Стремяков начал издавать пионерский журнал «Барабан».
Звеньевой, знаменосец и помощник вожатого первого отряда Борис Кудинов вспоминал Стремякова таким:

…неугомонный, талантливый организатор, Миша водил отряд в походы, устраивал лесные лагеря, экскурсии на фабрики и заводы, привлекал нас к трудовым делам — разгрузке вагонов с дровами, барж на Москве-реке. Мы учили грамоте взрослых, боролись с детской беспризорностью… Миша знал много интересных игр и революционных песен. На всех сборах было весело. Ребята беззаветно любили вожатого и готовы были идти за ним в огонь и воду.

6 апреля 1923 года вышел первый номер пионерского журнала «Барабан», который с третьего номера ставший общемосковским.
Центральный комитет ВЛКСМ поручил Михаилу Стремякову создание газеты всесоюзного масштаба — «Пионерской правды». Михаил Стремяков два года работал на посту главного редактора газеты «Пионерская правда».
В 1925—1929 годы был руководителем бюро информации газеты «Комсомольская правда». Затем работал в газете «Гудок», журнале «Дружные ребята».
2 января 1935 года был арестован по статье КРТЗГр. Осуждён Постановлением особого совещания НКВД СССР 10 февраля 1935 года. Приговор: 5 л. л/св. Воркута. Прибытие: 01.12.1936. Освобождение: 03.01.1940 [Источники данных: БД «Жертвы политического террора в СССР»; Книга памяти Республики Коми].
Из ссылки возвратился в 1941 году, жил в Московской области. С началом Великой Отечественной войны начал свой боевой путь рядовым на Ленинградском фронте, а потом служил корреспондентом фронтовой красноармейской газеты «Красный воин» Московского военного округа уже в звании старшего сержанта. В 1946 году был демобилизован. Заболел туберкулёзом.
В 1948 году был выслан на Урал в Красноуральск. Там работал на строительстве железной дороги, на местном радиовещании, на Красноуральском медеплавильном заводе литературным работником газеты «За медь», сотрудничал в газете «Красноуральский рабочий».
27 октября 1950 года скончался. Похоронен в Екатеринбурге на Михайловском кладбище.
23 февраля 1960 года М. П. Стремяков был реабилитирован Постановлением Президиума Ленинградского городского суда.